# Formulário da Missa
Formulário da Missa (em latim: Formula missae et communionis pro ecclesia Vuittembergensi) é um livro escrito por Martinho Lutero em 1523 e que trata da liturgia da missa em latim composta por ele para as igrejas luteranas em Wittenberg. A fórmula proposta por Lutero foi baseada na missa medieval, substituindo apenas o Cânone da Missa. Ela não foi escrita para se tornar uma regra para todos os luteranos. Posteriormente foi publicada a Deutsche Messe ("Missa Alemã") e a missa latina de Lutero caiu em desuso.

## Partes da Missa de Lutero
- Intróito
- Kyrie
- Gloria in Excelsis Deo
- Coleta
- Epístola
- Gradual ou Alleluia
- Evangelho (opcionalmente com velas e incenso)
- Credo
- Sermão
- Prefácio
- Oração Eucarística
- Sanctus (incluindo a elevação dos elementos durante o Benedictus)
- Oração do Senhor
- Pax
- Distribuição durante o Agnus Dei (o pastor comunicando primeiro a si próprio e depois a congregação)
- Coleta
- Benedicamus
- Benção